# Площі Мінська
З давніх часів площі були особливістю міста Мінськ. Перші площі були торговими (Верхній ринок, Нижній ринок, Кінський ринок), пізніше площі стали називати на честь конкретної події (Ювілейна площа) або особи (Площа Якуба Коласа). Деякі площі отримали назви від вулиць, на яких вони знаходяться (Запорізька площа, площа Казинця). Деякі площі не мають офіційної назви, а тільки народну (Площа Притицького - на перетині вулиці Притицького і проспекту Пушкіна, Кругла площа - на перетині вулиць Радіальна і Ваупшасова).
Назви центральних площ Мінська часто змінювалися з політичних причин і в результаті реконструкції. Деякі ділянки мають форму і розмір площ, але не мають окремих назв.

## Список площ Мінська
| Назва українською                | Назва білоруською                | Попередня назва                 | Розмір   | Пам'ятки та об'єкти | Зображення               |
| -------------------------------- | -------------------------------- | ------------------------------- | -------- | --- | ------------------------ |
| Запорізька площа                 | Запарожская плошча               |                                 |          | |                          |
| площа Казинця                    | плошча Казінца                   |                                 |          | |                          |
| площа М'ясникова                 | плошча Мяснікова                 |                                 |          | | Площа М'ясникова, Мінськ |
| Старотроїцька площа              | Старатраецкая плошча             |                                 |          | |                          |
| площа Ванеєва                    | плошча Ванеева                   |                                 |          | Білоруський державний економічний університет |                          |
| площа Державного прапора і герба | плошча Дзяржаўнага сцяга і герба |                                 |          | Виставковий центр БелЕкспо |                          |
| площа Богушевича                 | плошча Багушэвіча                | площа Ногіна                    |          | Державний музичний театр Республіки Білорусь, Сендайський сквер |                          |
| Жовтнева площа                   | Кастрычніцкая плошча             | Центральна площа                |          | Палац Республіки, Музей історії Великої Вітчизняної війни, Палац культури профспілок, знак «Нульовий кілометр», Центральний (Олександрівський) сквер, Центральний будинок офіцерів, резиденція Президента Республіки Білорусь, театр імені Янка Купали, ст. м. «Жовтнева», «Купалівська» |                          |
| площа Об'єднаних Націй           | плошча Аб’яднаных Нацый          |                                 |          | концертний зал "Мінськ", стадіон "Динамо", ст.м. «Першотравнева» |                          |
| площа Свободи                    | плошча Свабоды                   | Верхній Ринок, Соборна площа    |          | Мінська міська ратуша, Архікафедральний костел Пресвятої Діви Марії, Костел святого Йосипа і монастир бернардинців, готель "Європа" |                          |
| Привокзальна площа               | Прывакзальная плошча             | площа 25 жовтня                 | 48000 м² | Мінський пасажирський вокзал, Центральний автовокзал, "Ворота Мінська", ст. м. "Площа Леніна" |                          |
| Ювілейна площа                   | Юбілейная плошча                 |                                 |          | кінотеатр «Білорусь», ст.м. «Фрунзенська» |                          |
| площа Перемоги                   | плошча Перамогі                  | Кругла площа                    | 39375 м² | монумент Перемоги, парк ім. М. Горького, Будинок-музей I з'їзду РСДРП, ст.м. "Площа Перемоги" |                          |
| площа Незалежності               | плошча Незалежнасці              | площа Леніна                    | 70000 м² | пам'ятник В. І. Леніну, Червоний костел, Будинок Уряду, Білоруський державний університет, Білоруський державний педагогічний університет, готель «Мінськ», підземний торговий центр «Столиця», Центральний поштамт, ст. м. "Площа Леніна"                                               |                          |
| площа Паризької комуни           | плошча Парыжскай камуны          | Троїцький ринок, Троїцька площа |          | пам'ятник М. Богдановичу, Великий театр опери і балету, Троїцьке передмістя, виставковий центр «БелЕкспо», Мінське суворовське військове училище |                          |
| площа Калініна                   | плошча Калініна                  |                                 |          | пам'ятник М. І. Калініну, Центральний ботанічний сад, Парк Челюскінців, ст.м. «Парк Челюскінців» |                          |
| площа Якуба Коласа               | плошча Якуба Коласа              | Комаровська площа               | 52000 м² | пам'ятник Якубу Коласу, Білоруська державна філармонія, Центральний універмаг, ст.м. «Площа Якуба Коласа» |                          |
| площа Бангалор                   | плошча Бангалор                  | площа М. Горького               |          | Парк Дружби народів |                          |
| площа 8 березня                  | плошча 8 сакавіка                | Нижній ринок                    |          | Свято-Духівський кафедральний собор, Свято-Петропавлівський собор, Троїцьке передмістя, Острів Сліз, меморіал жертвам трагедії на Немзі, ст.м. «Неміга» |                          |